# Étalle (Belgio)
Étalle (in vallone Etåle) è un comune belga di 5 389 abitanti, situato nella provincia vallona del Lussemburgo.